# Sven Henning
Sven Henning (Trondheim, 18 de septiembre de 1940) es un actor, docente y director de teatro noruego, director y asesor en varias instituciones culturales. A partir de 2009, es jefe de artistas en Scanarts Management en Oslo y coordinador artístico en el Concurso Internacional de Música de la Reina Sonja.

## Vida
Nació en Trondheim, y comenzó su carrera como instructor en el Teatro de Trøndelag de 1966 a 1969. Continuó trabajando en el Den Nationale Scene de 1971 a 1972, y luego fue director del Festival Internacional de Bergen y de la Orquesta Filarmónica de Bergen de 1972 a 1976. De 1976 a 1982 fue director del Den Nationale Scene. Posteriormente, trabajó en la Academia Nacional de Teatro de Noruega y en Concerts Norway.
Sven Henning tiene una trayectoria diversa en música y teatro, incluyendo roles como director de escena, director del Festival de Bergen, director del Teatro Nacional, líder del departamento de dirección en la Academia Nacional de Teatro, jefe de conciertos y líder de desarrollo de proyectos internacionales en los Conciertos Nacionales, así como asesor artístico y coordinador de la Orquesta de Cámara de Noruega. Presidente de NOMUS – Comité Nórdico de Música – de 1997 a 2001. Miembro del consejo y comité de programas de ISPA – Sociedad Internacional para las Artes Escénicas.
Responsable de la dirección de producciones teatrales de autores como Pinter, Beckett, Brecht, Ionesco, Arrabal, Shaffer, Orton y varias producciones de teatro musical: “El murciélago”, el musical “Hair”, “Candide” de Bernstein, el espectáculo de Theodorakis “Snart gryr ein morgon”. Concepto de concierto Grieg/Ibsen: “Peer Gynt”, con la música completa de escena de Grieg: interpretado en numerosas ocasiones a nivel internacional. Responsable artístico de proyectos musicales noruegos en el extranjero, bajo la dirección del Ministerio de Cultura, el Ministerio de Asuntos Exteriores, la UNESCO y los Conciertos Nacionales: en los países nórdicos, el Báltico, Berlín, París, Tokio, Toronto, Nueva York y Los Ángeles. 